# 烏尼馬克島

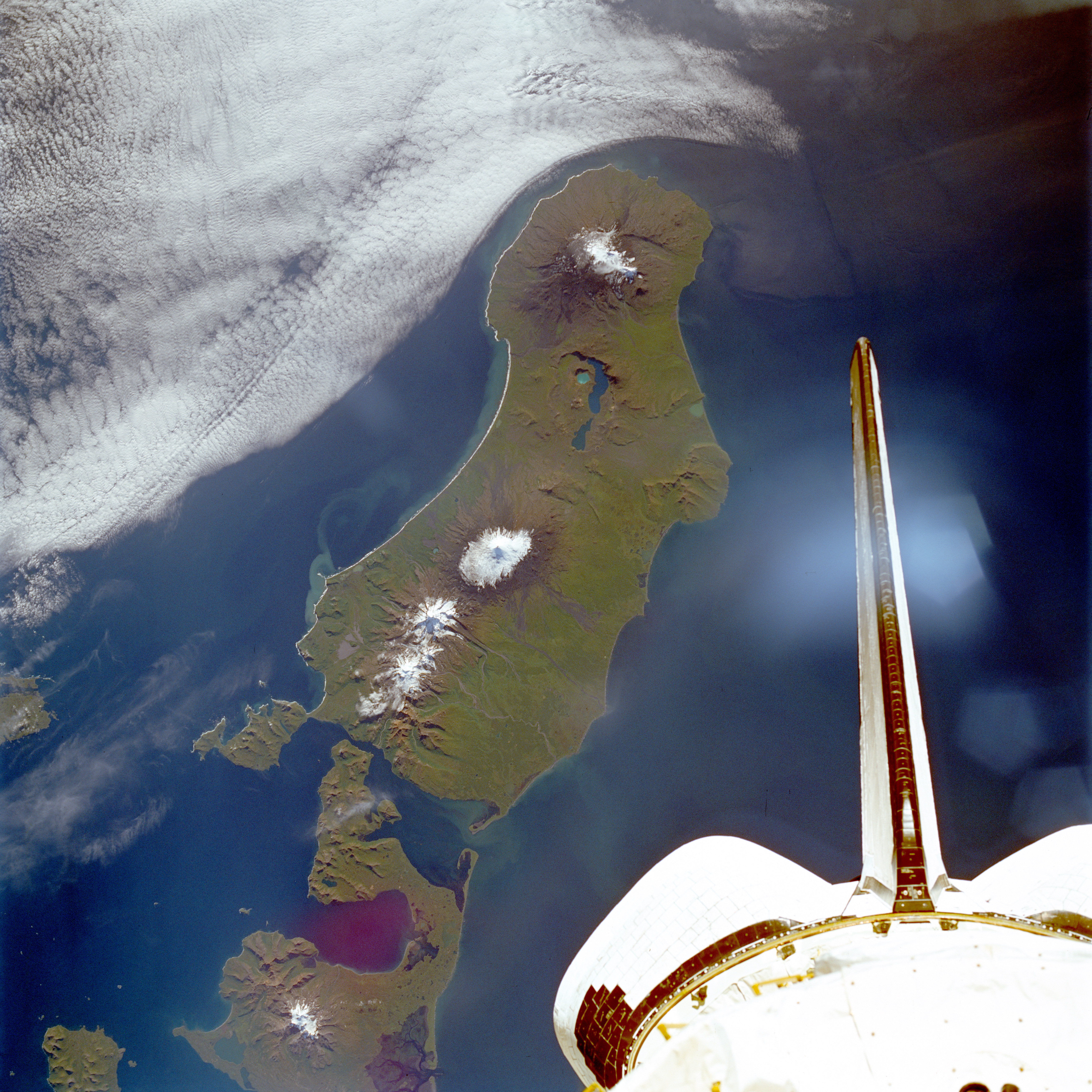
从太空中看烏尼馬克島，1992年9月(来自奋进号STS-47任务)

54°46′06″N 164°11′12″W / 54.76833°N 164.18667°W
烏尼馬克島（英語：Unimak Island）是美國阿拉斯加州的島嶼，位于阿留申群島最东端，由阿拉斯加州負責管轄，長95公里、寬116公里，面積2,856平方公里(1,571.41平方英里)，是阿留申群島最大岛屿，美國第九大島嶼，及世界第134大岛屿。全岛最高點海拔高度2,856米，位于世界十大最活跃的火山之一——希沙尔丁火山。根据2000年美国人口普查，全岛人口64，全部位于岛屿东端尽头的假山口。
1. ↑  Bergsland, K. . Fairbanks: Alaska Native Language Center. 1994.